# Valentin Paret-Peintre
Valentin Paret-Peintre (Annemasse, 14 gennaio 2001) è un ciclista su strada francese che corre per il team Soudal Quick-Step.

## Biografia
È il fratello minore del ciclista Aurélien Paret-Peintre.
Professionista dal 2022, ha vinto una tappa al Giro d'Italia nel 2024 e una al Tour de France nel 2025 (la prestigiosa tappa con arrivo sul Mont Ventoux).

## Palmarès
- 2018 (Juniores)

Prix de l'U.V.G.
- 2019 (Juniores)

La Classique des Alpes Juniors
- 2020 (Chambéry CF, una vittoria)

3ª tappa Ronde de l'Isard (Saverdun > Ax 3 Domaines)
- 2024 (Decathlon AG2R La Mondiale Team, una vittoria)

10ª tappa Giro d'Italia (Pompei > Cusano Mutri (Bocca della Selva))
- 2025 (Soudal Quick-Step, due vittorie)

5ª tappa Tour of Oman (Imty > Jabal Akhḍar (Green Mountain))
16ª tappa Tour de France (Montpellier > Mont Ventoux)

### Altri successi
- 2021 (AG2R Citroën U23)

Classifica generale Tour de Moselle
- 2025 (Soudal Quick-Step)

Classifica a punti Tour of Oman
Classifica giovani Tour of Oman

## Piazzamenti

### Grandi Giri
- Giro d'Italia

2023: 37º
2024: 16º
- Tour de France

2025: 41º
- Vuelta a España

2024: 45º

### Classiche monumento
- Giro di Lombardia

2023: 101º

### Competizioni continentali
- Campionati europei

Zlín 2018 - In linea Junior: ritirato